# 廢天使加百列
《廢天使加百列》是的日本漫畫作品。目前在《Comic電擊大王G》（KADOKAWA ASCII Media Works）（Vol.4開始，2013年12月發行）連載，已出版15冊單行本。2017年1月至3月在AT-X播放同名電視動畫，並推出2話OVA。
外傳漫畫《塔普莉絲Sugar Step》從2018年8月27日開始同樣在《Comic電擊大王G》連載，由負責作畫。

## 故事簡介
加百列從天界的「天使學校」作為首席天使畢業之後，開始她在下界的學校生活。曾經認為「身為天使，應為人類的幸福指路」的她，卻因為習慣了下界的生活，不知不覺地展開她逃學、自甘墮落過日子的日常喜劇。

## 登場人物

### 主角群
天真·加百列·懷特（Gabriel White Tenma，聲：富田美憂）
本作主角。通稱「加百列」，暱稱。天使，名字取材于加百列。
在天界的天使學校以學年成績第一名畢業後，來到下界的學校通學。
受到下界的網路遊戲影響，整天過著自甘墮落的生活。
因自甘墮落而變得很差的體力，在特定情況下（情緒使然、有所目的等等）會異常爆發。
認為自己擁有墮天使（拉菲爾稱為惰天使）的才能，而過去的品學兼優只是虛偽的一面。
在下界體驗到現代科技的發展之後，認為天界的發展落後、彷彿日本昭和時代。
酒量很差，就算只喝一小杯日本甘酒也會喝醉，酒醉時的情緒相當高昂。
贫乳，是主角群之中胸部最小的。
擁有一吹响就會讓世界毀滅的“末日宣告的号角”，但每次試圖吹響時都被崴奈特劝住。
擁有可以瞬間移動自身或物品的能力“神足通”，但只有目的是公益而不是私利的時候才會成功。
月乃瀨·葳奈特·艾普利爾（Vignette April Tsukinose，聲：大西沙織）
通稱「葳奈特」，暱稱「葳奈」。惡魔，名字取材于拜恩。
初到下界後，因尋找宿舍而迷路時，受到當時未颓废的加百列的協助，兩人因此成了朋友。
對日漸沉淪的加百列看不下去，经常帮加百列打理家务。
为人極度善良，拥有一般天使都没有的顶级圣光。
在被加百列指出不像典型的惡魔之後，一直很在意這一點。
不擅長應付恐怖的東西和蟑螂。吐槽役。
相當享受下界的節慶活動，對於破壞節慶氣氛的人絕不手下留情。
持有武器是三叉戟。
胡桃澤·撒塔妮奇亞·瑪克朵（Satanichia McDowell Kurumizawa，聲：大空直美）
通稱、暱稱「撒塔妮」。惡魔，名字取材于薩塔尼基亞（大魔法書所述其為撒旦軍團之總司令）。
擅自与加百列竞争，但常常沒被加百列放在眼裡。
典型的中二病、傲娇和笨蛋，经常被拉菲爾和狗捉弄，常向魔界電視購物購買沒用的道具。
味痴，能吃很辣的食物，最愛的食物是蜜瓜包（メロンパン）。
頭腦簡單四肢發達，體育很拿手，但不擅於學科。時常做出令班導師火大的舉動而被其處罰。
持有武器是大鐮。
白羽·拉菲爾·恩茲沃斯（Raphiel Ainsworth Shiraha，聲：花澤香菜）
通稱「拉菲爾」，暱稱「拉菲」。天使，名字取材于拉斐尔。
加百列在天使學校的同級生，以學年成績第二名畢業。
班級是加百列的隔壁班，主角群中唯一不同班級的人。
溫柔善良、笑臉迎人的外表下，是個虐待狂，喜歡捉弄撒塔妮，还在撒塔妮手机上安装了定位器。
和「展現真實面」的加百列不同，來到下界通學後依舊保持著優等生的形象。
富裕家庭出身的千金大小姐，包含拉菲自己，每一位家庭成員都有應接不暇的社交應酬。
主角群之中胸部最大的，而且仍然持續發育中。
極度畏懼青蛙。
擁有治癒生物的能力。

### 天界
千咲·塔普莉絲·修格貝爾（Tapris Sugarbell Chisaki，聲：水瀨祈）
通稱「塔普莉絲」，暱稱「塔普」，天使，名字取材於猶太教傳說中司掌自由意志的天使Tabris。
加百列和拉菲爾的学妹，相当崇拜加百列正面的形象。
得知加百列在下界自甘墮落时十分震惊，並因拉菲爾的作弄認为是撒塔妮导致加百列的堕落。
學習能力意外的很好。为了帮助加百列进行游戏，原本对电脑一窍不通的她在下界的图书馆自学电脑，结果一天之内便掌握了C语言和JAVA。
天真·哈妮耶爾·懷特（Haniel，聲：諸星堇）
天使，名字取材于漢尼爾。
加百列的妹妹，擁有天真無邪的性格。
由於加百列到了下界之後就沒回過家，十分想念加百列。
喜歡玩的遊戲和天界的發展同步，停留在日本昭和時期。
天真·加艾露·懷特（Zelel White Tenma，聲：澤城美雪）
通稱、暱稱「加艾露」。天使，名字取材於猶太教傳說中司掌力量與戰爭的天使賽路爾（Zeruel）。
加百列的姐姐，擁有「神之腕」的異名，個性死板、认真又严格。
明察秋毫，经常用千里眼观察加百列，早就知道了加百列的堕落。
極度畏懼狗，角色形象會崩潰的程度（動畫版限定）。
動畫版中原本决定留在下界与加百列一起生活，防止加百列再次堕落，卻因狗的出现放棄居留返回天界。漫畫版則是在跟崴奈特比較誰更了解加百列時，因為對加百列的喜好僅停留在加百列還在天界時的印像而敗下陣來，之後因為認為崴奈特會好好照顧加百列，因此在決定把加百列託付給崴奈特照顧後，便安心的回到了天界。
瑪露提爾露（Martiel，聲：藤井幸代）
天使，名字取材于以諾書所記載司掌雨的天使馬爾蒂耶（Martiel），動畫原創角色。
拉菲爾家的女管家，冷酷成熟、精明幹練的外表下，是個超級受虐狂，對虐待狂的大小姐拉菲爾抱持著不潔思想。
為了被拉菲爾鄙視，會刻意作出讓拉菲爾困擾的舉動，比如說偷窺拉菲爾洗澡。
沒有天使光環。
之後該角色於漫畫的第75話登場，並因為拉非和加百列誰比較優秀這點而跟加艾露起了爭執。
校長（聲：高岡瓶瓶）
天使，本名不明。
天界的天使學校的校長，幹勁全開的時候，背後發出的超強力聖光連天使都覺得煩人。
白羽·莎拉·恩茲沃斯
天使。
拉菲爾的妹妹，僅被拉菲爾提到名字，未實際登場。

### 魔界
葳奈特的父親（聲：武虎）
葳奈特的父親，身材五短的中年大叔，性格親切。
葳奈特的母親（聲：河原木志穗）
葳奈特的母親，總認為葳奈特是令人操心的孩子。
巧比/恰比（聲：井澤美香子）
葳奈特去下界修行的一年前收養的幼小魔獸，名字是葳奈特取名的，葳奈特去下界的期間由葳奈特的父母照顧。
因魔獸的生態使然，短短一年就從碗的大小成長到約一層樓的高度，甚至回到家的葳奈特一時也認不出來，但牠本身還記得葳奈特。
由於體型過於巨大，因此原先要帶其散步的葳奈特反而被拖著跑。
絕技是噴火。
薩塔尼亞的父親（聲：川島得愛）
薩塔尼亞的父親，與妻子經營魔界的甜點店。
行為中二，刻意表現出魔界貴族的樣子。
曾在電話裡對想搬家而求助金援的薩塔尼亞說：「既然是大魔王就該自己想辦法。」（薩塔尼亞的租屋處原本不能養寵物，所以薩塔尼亞才有搬家的念頭。）
薩塔尼亞的母親（聲：柚木涼香）
薩塔尼亞的母親，與丈夫經營甜點店，性格也是十分中二。
薩塔尼亞的弟弟（聲：寺崎裕香）
薩塔尼亞的弟弟，胡桃澤家唯一性格正常的人，常常吐槽父母的中二舉動。
因為長年下來受不了家人的中二行為，有早日出走獨立的想法。
亞歷山大（聲：木野日菜）
薩塔尼亞的使魔，小型龍，舉止像狗。
絕技雖然是噴火，但範圍和威力完全比不上葳奈特家的寵物巧比。
巧比的噴火絕技能讓牠嚇到裝死。
黑奈（Mephistopheles Cinnamonroll Kurona）
惡魔，名字取材於梅菲斯托費勒斯，葳奈特和撒塔妮的學妹，和塔普莉絲同年級。異色瞳。
擁有操偶的能力。
持有武器是朗基努斯之槍。

### 下界
班長（聲：淵上舞）
本名“高田真知子（まち子）”。加百列、葳奈和撒塔妮的班長，性格相当认真。
不知道加百列等人是天使或惡魔，聽到加百列等人談論關於天使惡魔方面的话題時，會因思考跟不上感到相当震惊。
厨艺部所属，但料理手藝似乎在同屬厨艺部的田中和上野兩位同學之下。
據田中和上野所言，真知子從小學三年級開始就一直擔任班長的職務。
因在加百列伙食費出問題時，對加百列介紹了廚藝部，而被加百列许诺将其送入天堂。
田中（聲：井澤美香子）
漫畫中表明了全名為田中京，加百列的同班同學，動畫中是綁著馬尾的女孩子，漫畫髮型則是無馬尾的及肩髮型，廚藝部所屬。
因做出的蓋飯让加百列非常满意，而被加百列许诺将其送入天堂。
上野（聲：木野日菜）
加百列的同班同學，戴著眼鏡的女孩子，廚藝部所屬。
因做出的聖代让加百列非常满意，而被加百列许诺将其送入天堂。
班導師（聲：小山剛志）
加百列、葳奈和撒塔妮的班導師。寡言、聲音低沉。特徵是光頭戴著墨鏡，因此被加百列他們稱之為「墨鏡」。本名不明。
外表看似黑幫，令人感到不寒而慄，不過除非是學生的行為過頭，否則大部分對學生都還不錯。
私下有俏皮和善的一面，比如在萬聖節時會準備糖果，等待學生來。
店長（聲：梅津秀行）
加百列的兼職店舖「天使咖啡店」的男店長，也是撒塔妮的宿舍房東。
十分享受自己开辦咖啡店的乐趣，并對自己的原料采购和特色咖啡相當自豪，因此对葳奈特能欣赏自己的咖啡这件事十分感动。
經常會因加百列等人不正常的举动感到煩惱，甚至因此對美少女產生恐懼。
在加百列的请求下，以加百列每周多上一天班的条件，允许撒塔妮养狗。
狗狗（聲：井澤美香子）
经常欺负撒塔妮的白色流浪狗。
會神出鬼沒地出現，同時搶走撒塔妮的蜜瓜包。
最終在遭送動物收容所前夕，被日久生情的撒塔妮收養。
弱視少女（聲：春名風花）
OVA2登场。加百列等4人在公園遇到的弱視少女。
似乎能夠從4人身上感受到天使氣場（特別是葳奈）。
告訴4人自己最近即將做手術，之後4人便分別對她表示了自己的關懷和幫助。
但在手術之前卻遭遇車禍，生命垂危，加百列不惜觸犯天界的禁忌，使用天使的力量救活了她。
在那之後少女的眼睛也恢復了光明，一個月後失去相关记忆的她在「天使咖啡店」前再次與加百列相遇。

## 出版書籍
- 《廢天使加百列》，KADOKAWA ASCII Media Works〈電擊Comics NEXT〉。

| 冊數 | KADOKAWA ASCII Media Works | KADOKAWA ASCII Media Works | 台灣角川       | 台灣角川               |
| 冊數 | 發售日期                   | ISBN                       | 發售日期       | ISBN                   |
| ---- | -------------------------- | -------------------------- | -------------- | ---------------------- |
| 1    | 2014年12月19日             | ISBN 978-4-04-869061-4     | 2015年12月23日 | ISBN 978-986-366-822-0 |
| 2    | 2015年11月26日             | ISBN 978-4-04-865491-3     | 2016年5月26日  | ISBN 978-986-473-118-3 |
| 3    | 2016年5月26日              | ISBN 978-4-04-865927-7     | 2017年5月22日  | ISBN 978-986-473-695-9 |
| 4    | 2017年1月10日              | ISBN 978-4-04-892565-5     | 2017年9月14日  | ISBN 978-986-473-901-1 |
| 5    | 2017年9月27日              | ISBN 978-4-04-893373-5     | 2018年4月19日  | ISBN 978-957-564-151-1 |
| 6    | 2018年5月25日              | ISBN 978-4-04-893843-3     | 2019年7月17日  | ISBN 978-957-743-101-1 |
| 7    | 2018年12月27日             | ISBN 978-4-04-912235-0     | 2019年7月17日  | ISBN 978-957-743-102-8 |
| 8    | 2019年8月26日              | ISBN 978-4-04-912702-7     | 2020年10月14日 | ISBN 978-986-524-004-2 |
| 9    | 2020年2月25日              | ISBN 978-4-04-913035-5     | 2021年3月24日  | ISBN 978-986-524-255-8 |
| 10   | 2020年11月27日             | ISBN 978-4-04-913513-8     | 2021年10月25日 | ISBN 978-986-524-876-5 |
| 11   | 2021年9月27日              | ISBN 978-4-04-913976-1     | 2022年6月16日  | ISBN 978-626-321-510-8 |
| 12   | 2022年5月27日              | ISBN 978-4-04-914425-3     | 2023年3月16日  | ISBN 978-626-352-324-1 |
| 13   | 2022年12月27日             | ISBN 978-4-04-914767-4     | 2023年8月17日  | ISBN 978-626-352-787-4 |
| 14   | 2023年9月27日              | ISBN 978-4-04-915268-5     | 2024年5月23日  | ISBN 978-626-378-947-0 |
| 15   | 2024年9月27日              | ISBN 978-4-04-915991-2     |                |                        |

- 原作：、作畫：《塔普莉絲Sugar Step》，KADOKAWA ASCII Media Works〈電擊Comics NEXT〉，已完結。

| 冊數 | KADOKAWA ASCII Media Works | KADOKAWA ASCII Media Works |
| 冊數 | 發售日期                   | ISBN                       |
| ---- | -------------------------- | -------------------------- |
| 1    | 2019年8月26日              | ISBN 978-4-04-912701-0     |
| 2    | 2020年2月25日              | ISBN 978-4-04-913034-8     |
| 3    | 2020年12月26日             | ISBN 978-4-04-913565-7     |

## 電視動畫
2016年7月宣布決定製作電視動畫，動畫由動畫工房製作。2017年1月至3月於AT-X等電視台播放。另外，該作品的原作者也在動畫版客串配音上班族。

### 製作人員
- 原作：（「漫畫電擊大王G」連載）
- 導演：太田雅彥
- 劇本統籌：青島崇
- 人物設定：熊谷勝弘
- 副人物設定：桑原直子
- 總作畫監督：熊谷勝弘、桑原直子
- 美術監督：三宅昌和
- 色彩設計：真壁源太
- 攝影監督 ：桒野貴文
- 剪輯：小野寺繪美
- 音響監督：蝦名恭範
- 音響效果：山谷尚人（SOUND BOX（日语：サウンドボックス））
- 音響製作：Delfi Sound
- 音樂製作人：竹山沙織
- 音樂：三澤康廣
- 音樂製作：KADOKAWA
- 製作人：山下慎平、千葉和也、礒谷德知、中東豐和、新井惠介、尾形光廣
- 動畫製作人：本橋研一
- 動畫製作：動畫工房
- 製作：廢天使加百列製作委員會（KADOKAWA、動畫工房、AT-X、NTT Plala（日语：NTTぷらら）、Sony Music Communications（日语：ソニー・ミュージックコミュニケーションズ）、角川Media House）

### 主題曲
片頭曲
作詞、作曲、編曲：前山田健一，主唱：加百列（富田美憂）、葳奈（大西沙織）、撒塔妮（大空直美）、拉非爾（花澤香菜）
第1話作為片尾曲使用。
片尾曲
（第2話－第6話、第8話－第12話）
作詞：井龍二，作曲、編曲：山崎真吾，主唱：加百列（富田美憂）、葳奈（大西沙織）、撒塔妮（大空直美）、拉非爾（花澤香菜）
（第7話）
作曲、編曲：三澤康廣，主唱：葳奈（大西沙織）

### 各話列表
| 話數   | 日文標題 | 中文標題                              | 劇本     | 分鏡                | 演出       | 作畫監督                                                                | 片尾插畫 | 對應原作話                                              |
| ------ | -------- | ------------------------------------- | -------- | ------------------- | ---------- | ----------------------------------------------------------------------- | -------- | ------------------------------------------------------- |
| 第1話  |          | 發現無法回頭的日子                    | 青島崇   | 太田雅彥            | 守田藝成   | 中野裕紀、山野雅明                                                      |          | 第1～3、7話                                             |
| 第2話  |          | 天使、惡魔與班長                      | 子安秀明 | 三原武憲            | 野木森達哉 | 小倉寬之、渡邊舞                                                        | 七桃理緒 | 第4～5、9、16話                                         |
| 第3話  |          | 朋友、勤勞與蚊蟲叮咬的夏日            | 杉原研二 | 志村宏明            | 堂川       | 天﨑愛夢、山野雅明 佐藤、中野裕紀 小倉寬之、渡邊舞 保村成               | 狗神煌   | 第6、8、15、17話                                        |
| 第4話  |          | 來吧暑假                              | 鴻野貴光 | 矢花馨              | 矢花馨     | 小川浩司、飯泉俊臣 吉田肇、渡邊舞                                       | 黑田bb   | 第10～12話                                              |
| 第5話  |          | 將幻想破壞殆盡的天使                  | 青島崇   | 上坪亮樹            | 上坪亮樹   | 小倉寬之、中野裕紀 曾我篤史                                             | 岩崎正和 | 第24～26、29話                                          |
| 第6話  |          | 薩塔妮亞的逆襲                        | 子安秀明 | 三原武憲            | 遠藤徹哉   | 、櫻井木之實 三井麻未、岡田豐廣 志水良子                                | 柊曉生   | 第13～14、18、22話                                      |
| 第7話  |          | 葳奈惡魔式的每天                      | 杉原研二 | 原口浩              | 原口浩     | 佐藤、保村成 渡邊舞                                                     | 憂姬時雨 | 第19、27話 部分原創 單行本2番外篇                       |
| 第8話  |          | 秋季學校生活                          | 鴻野貴光 | 荒井省吾            | 荒井省吾   | 直谷崇志、中野裕紀 山野雅明、天﨑愛夢 曾我篤史                          | 知世俊作 | 第28、30話 電擊大王G Vol.42連載內容 單行本2裏封面番外篇 |
| 第9話  |          | 聖夜與年夜的到來                      | 子安秀明 | 角松俱樂部 兒谷直樹 | 角松俱樂部 | 天﨑愛夢、曾我篤史 小倉寬之、中野裕紀 南伸一郎、輿石明 池原百合子       |          | 第20～21、32話                                          |
| 第10話 |          | 天使與惡魔回到故鄉                    | 杉原研二 | 矢花馨              | 矢花馨     | 天﨑愛夢、中野裕紀 佐藤、上野卓志 坪田慎太郎、飯泉俊臣 吉田肇、小川浩司 | 涼香     | 第33～36話                                              |
| 第11話 |          | 快樂的日子永不完結……                  | 鴻野貴光 | 岩田和也            | 遠藤徹哉   | 福島豐明、 三井麻未                                                     | 美山零   | 動畫原創 第31、37話                                     |
| 第12話 |          | 廢天使加百列！                        | 青島崇   | 太田雅彥            | 荒井省吾   | 渡邊舞、小倉寬之 曾我篤史、中野裕紀 天﨑愛夢、保村成 佐藤、桑原直子     |          | 第23話                                                  |
| OVA    |          |                                       |          |                     |            |                                                                         |          |                                                         |
| OVA1   |          | 霧氣旅情篇 威脅天使純潔肌膚的惡魔陷阱 | 青島崇   | 三原武憲            | 佐佐木達也 | 海保仁美、菊永千里 菊池政芳、藤田真弓 金璐浩、金容植                    | 不適用   | 動畫原創                                                |
| OVA2   |          | 天使的禮物                            | 青島崇   | 太田雅彥            | 太田雅彥   | 曾我篤史、小倉寬之                                                      | 不適用   | 動畫原創                                                |

### 播放單位
日本深夜動畫：下文記載的日本国内播放時間使用日本標準時間（UTC+9）表示。因為部分時間标识會採用30小时制，因此請留意这类超过24:00的时间，其實際播放時間為翌日清晨。
| 播放地區 | 播放電視台 | 播放日期               | 播放時間                  | 所屬聯播網 | 備註                              |
| -------- | ---------- | ---------------------- | ------------------------- | ---------- | --------------------------------- |
| 日本全國 | AT-X       | 2017年1月9日－3月27日  | 星期一 22時30分－23時00分 | 東京電視網 | 製作委員會方式參加 CS放送／有重播 |
| 日本全國 | BS11       | 2017年1月9日－3月27日  | 星期一 24時00分－24時30分 | 衛星電視   | BS放送／ANIME+時段                |
| 東京都   | TOKYO MX   | 2017年1月9日－3月27日  | 星期一 24時00分－24時30分 | 獨立局     |                                   |
| 兵庫縣   | SUN電視台  | 2017年1月9日－3月27日  | 星期一 24時00分－24時30分 | 獨立局     |                                   |
| 京都府   | KBS京都    | 2017年1月10日－3月28日 | 星期二 24時00分－24時30分 | 獨立局     |                                   |
| 岐阜縣   | 岐阜放送   | 2017年1月10日－3月28日 | 星期二 24時30分－25時00分 | 獨立局     |                                   |
| 三重縣   | 三重電視台 | 2017年1月10日－3月28日 | 星期二 25時20分－25時50分 | 獨立局     |                                   |
| 靜岡縣   | 靜岡放送   | 2017年1月10日－3月28日 | 星期二 26時26分－26時56分 | JNN        | 作品舞台                          |

| 刊登期間              | 更新時間             | 刊登網站 | 備註           |
| --------------------- | -------------------- | -------- | -------------- |
| 2017年1月9日－3月27日 | 每週一 24時30分 更新 | 光TV     |                |
| 2017年1月9日－3月27日 | 每週一 23時30分 更新 | bilibili | 含簡體中文字幕 |

| 播放地區 | 播放電視台 | 播放日期               | 播放時間                  | 所屬聯播網  | 備註                       |
| -------- | ---------- | ---------------------- | ------------------------- | ----------- | -------------------------- |
| 香港     | Animax     | 2017年1月9日－3月27日  | 星期一 23時00分－23時30分 | 有線電視    | UTC+8、有重播 與日同步首播 |
| 臺灣     | Animax     | 2017年1月10日－3月28日 | 星期二 21時00分－21時30分 | 有線電視    | UTC+8、有重播 與日同步首播 |
| 臺灣     | Animax HD  | 2017年5月13日－5月24日 | 每天 18時30分－19時00分   | 中華電信MOD | 國語、日語雙聲道播出       |

### BD&DVD
| 卷數 | 發售日期      | 收錄話數      | 規格編號   | 規格編號   | 收入特典 |
| 卷數 | 發售日期      | 收錄話數      | BD         | DVD        | 收入特典 |
| ---- | ------------- | ------------- | ---------- | ---------- | -------- |
| 1    | 2017年3月24日 | 第1話～第4話  | ZMXZ-10941 | ZMBZ-10951 | OVA第1話 |
| 2    | 2017年4月26日 | 第5話～第8話  | ZMXZ-10942 | ZMBZ-10952 | 無       |
| 3    | 2017年5月24日 | 第9話～第12話 | ZMXZ-10943 | ZMBZ-10953 | OVA第2話 |

## 外部連結
- 廢天使加百列｜Comic電撃大王G （页面存档备份，存于）官方網站（日語）
- 電視動畫「廢天使加百列」官方網站 （页面存档备份，存于）（日語）
- 電視動畫「廢天使加百列」公式的X（前Twitter）（日語）